# Avengers Grimm: Time Wars
Pour plus de détails, voir Fiche technique et Distribution.
Avengers Grimm: Time Wars est un film de super-héros américain de 2018, écrit par Jeremy M. Inman et réalisé par Maximilian Elfeldt. Le film, produit par la société cinématographique The Asylum, met en vedette Erik Feltes, Lauren Parkinson et Marah Fairclough.
Le film est un mockbuster du film de super-héros Avengers: Infinity War, de Marvel Studios, et de la série télévisée Once Upon a Time de ABC. C’est une suite de Avengers Grimm de 2015.

## Synopsis
Des années se sont écoulées depuis le premier film, avec l’éclatement du portail miroir magique répandant des fragments du miroir à travers le monde. Pour lutter contre les menaces du royaume des contes de fées, une organisation appelée Looking Glass a été fondée. Menés par Alice (dont la santé mentale est maintenue par la médecine que le Chapelier fabrique pour elle), les princesses et le Petit Chaperon rouge travaillent à localiser les fragments pour reconstruire le portail et rentrer chez eux. Cependant, la dirigeante assoiffée de pouvoir de l’Atlantide, Magda la Folle, menace le monde dans sa traque au prince charmant (qui a survécu à la tentative d’assassinat de Rumplestiltskin) pour le forcer à l’épouser. Ainsi elle pourra obtenir sa bague, ce qui lui permettra de gouverner tout le pays. Rumplestiltskin s’allie à Magda en échange de l’Atlantide. Blanche-Neige est ressuscitée pour combattre la menace.

## Distribution
- Eric Feltes : Rumpelstiltskin
- Lauren Parkinson : Blanche-Neige
- Marah Fairclough : la Belle au bois dormant
- Elizabeth Eileen : le Petit Chaperon Rouge
- Christina Licciardi : Alice
- Michael Marcel : le prince Charles Charming III
- Katherine Maya : Magda
- Randall Yarbrough : le chapelier
- William Knight : Larry
- Rah Johnson : le capitaine Atlante
- Brian Let : Atlante
- Ivan Djurovic : Atlante
- Ryan Patrick Shanahan : Atlante
- Shamar Philippe : Atlante
- Jason Ainley : Bébé Dick

## Versions
Avengers Grimm : Time Wars est sorti directement en DVD le 1er mai 2018 aux États-Unis.